# Oscar za najboljeg redatelja komedije
Oscar za najboljeg redatelja komedije (engleski Academy Award for Comedy Direction) dodijeljen je samo jedanput, na prvoj dodjeli Oscara 1928.
- film
- Oscar
- Oscar za najboljeg redatelja

1927/1928
- Lewis Milestone - Dva arapska viteza (1928)
  - Charles Chaplin - Cirkus (1928)
  - Ted Wilde - Speedy